# District de Nogaro
Le district de Nogaro est une ancienne division territoriale française du département du Gers de 1790 à 1795. Il est créé par le décret de l'Assemblée nationale du 28 janvier 1790.

## Composition
Il était composé des cantons de Nogaro, Aignan, Barcelonne, Beaumarchés (créé en janvier 1791 par arrêté du département), Estang (créé par arrêté du 18 décembre 1790), Houga, Labastide, Lupiac (créé par arrêté du directoire du département du 28 janvier 1791), Manciet (créé par arrêté du 11 décembre 1790), Plaisance et Riscle (créé par arrêté du 11 décembre 1790), formant initialement 203 communes. Un état de 1792 indique que le district est composé de 147 communes à la suite du mouvement de réunion de communes de 1791.